# إمريس هيوز
إمريس دانيال هيوز (بالإنجليزية: Emrys Hughes)‏ (10 يوليو من عام 1894 – 18 أكتوبر من عام 1969) كان سياسيًا في حزب العمال الويلزي، وصحفيًا، وكاتبًا. كان نائبًا في البرلمان عن حزب العمال في دائرة ساوث إيرشير البرلمانية في اسكتلندا منذ عام 1946 وحتى عام 1969. من ضمن كتبه العديدة المنشورة اشتُهرت سيرة حياة والد زوجته، كير هاردي.

## حياته
وُلد هيوز في تونيباندي، بمقاطعة ويلز، ابنًا للقس جاي. آر. هيوز، القس الميثودي الكالفيني، وزوجته آني. تلقى هيوز تعليمه في مدرسة مجلس أبركينون، والمدرسة الثانوية بماونتن آش، وفي كلية تدريب مدينة ليدز. أصبح مناصرًا متحمّسًا لحزب العمال وكير هاردي، النائب البرلماني لحزب العمال عن دائرة ميرثير تيدفيل، خلال عمله مدرسًا وصحفيًا في منطقة روندا.
كان هيوز، كما هاردي، من أنصار السلميّة. عارض الحرب العالمية الأولى وسُجن بصفته معترضًا ضميريًا على الخدمة العسكرية.
في الانتخابات العامة عام 1923، كان هيوز مرشح حزب العمال الخاسر عن دائرة بوسوورث، ليسترشير، وهي دائرة برلمانية ضمّت مجتمعات مناجم الفحم وتقاليد زراعية مهيمنة.
منذ عام 1924 وحتى عام 1948، أشرف هيوز على تحرير المجلة الاشتراكية الاسكتلندية، فوروورد. في نهايات ثلاثينيات القرن العشرين، كانت مجلة فوروورد إحدى المطبوعات اليسارية القليلة التي انتقدت محاكمات موسكو تحت حكم ستالين. عكست مجلة فوروورد موقف هيوز اللاعنفي المعارض للحرب العالمية الأولى: طوال فترة الحرب، تولّى هيوز كتابة معظم مقالات المجلة.
في عام 1924، تزوج هيوز بِنان هاردي (1885-1947)، ابنة كير هاردي. كانا يمتلكان نفس الفلسفة والمُثل السياسية. خلال عملهما مستشارَين لحزب العمال في مجلس بلدية كومنك، بساوث إيرشير، تعاون هيوز ونان على تنظيف الأحياء الفقيرة وتسهيل الحصول على السكن التابع لمجلس البلدية. ترأّس كلاهما مجلس البلدية. بعد وفاة نان، تزوج هيوز في عام 1949 بمارثا كليلاند، ابنة النائب البرلماني كليلاند، الذي كان مدير مدرسة في غلاسكو.
في 7 فبراير من عام 1946، انتُخب هيوز نائبًا في البرلمان عن ساوث إيرشير عبر انتخابات جزئية عُقدت لوفاة النائب عن حزب العمال آنذاك، ألكساندر سولان. أُعيد انتخاب هيوز في الانتخابات العامة للأعوام 1950، و1951، و1959، و1964، و1966. لطالما تمرّد هيوز على قيادة الحزب لكونه يساريًا ولاعنفيًا. طُرد هيوز من حزب العمال مرتين، كانت الأولى بين نوفمبر عام 1954 وأبريل عام 1955 (بسبب موقفه من إعادة تسليح ألمانيا)، والثانية بين مارس عام 1961 ومايو عام 1963 (بسبب موقفه من الأسلحة النووية). على الرغم من ذلك، حظي هيوز بدعم جمهور ناخبي حزب العمال في صراعاته مع قيادة الحزب.
في عام 1952، سبّب هيوز المزيد من الجدل بسبب مناداته بتخفيض مدفوعات قائمة الخدمة المدنية للعائلة المالكة البريطانية. خلال النقاش المحتدم، قدّم هيوز نفسه بصفته معارضًا للمَلَكيّة و«جمهوريًا، مثل الرئيس آيزنهاور».
في 14 يوليو من عام 1966، انتزع غوينفور إيفانز (من حزب بلايد كامري) دائرة كارمارتين البرلمانية من حزب العمال عبر انتخابات جزئية. كان هيوز «أحد القلائل الذين مدّوا لإيفانز يد الصداقة». في مجلس العموم، دعم هيوز حقّ إيفانز بتأديته القسم باللغة الويلزية. في عام 1967، عندما فاز وينفريد إيوينغ من الحزب القومي الإسكتلندي بدائرة هاميلتون في الانتخابات الفرعية، أبدى هيوز ترحيبًا مماثلًا.
توفي هيوز في 18 أكتوبر من عام 1969، خلال عمله في منصب نائب برلماني.
أُودعت جميع أوراقه في المكتبة الوطنية الاسكتلندية.